# Яковлев, Александр Николаевич
Алекса́ндр Никола́евич Я́ковлев (2 декабря 1923, дер. Королёво, Ярославская губерния — 18 октября 2005, Москва) — советский и российский политический деятель, публицист, учёный-американист, доктор исторических наук (1967), академик РАН. Член ближайшего политического окружения Михаила Горбачёва и один из главных идеологов, «архитекторов» Перестройки.
Участник Великой Отечественной войны. Член КПСС (1944—1991), член и секретарь ЦК КПСС (1986—1990), член Политбюро ЦК КПСС (1987—1990). Председатель Российской партии социальной демократии (1995—2000).

## Биография

### Детство
Родился 2 декабря 1923 года в деревне Королёво Ярославской губернии (ныне Ярославский район, Ярославская область) в крестьянской семье. Отец — Николай Алексеевич, мать — Агафья Михайловна. Двоюродный брат — писатель Константин Фёдорович Яковлев.
В 1938—1941 годах учился в школе в посёлке Красные Ткачи.

### Участник войны
Участник Великой Отечественной войны. Яковлев был призван на военную службу Ярославским РВК вскоре после окончания средней школы, 6 августа 1941 года. По воспоминаниям самого А. Н. Яковлева, он служил рядовым в учебном артиллерийском дивизионе, затем был зачислен курсантом 2-го Ленинградского стрелково-пулемётного училища, эвакуированного из Ленинграда в Глазов (Удмуртия).
После окончания училища 2 февраля 1942 года лейтенант Яковлев был зачислен в действующую армию. Служил командиром взвода на Волховском фронте в составе 6-й бригады морской пехоты. В августе 1942 года был тяжело ранен в ноги и эвакуирован в тыл на лечение. До февраля 1943 года находился в госпитале, после чего был демобилизован по болезни.

### Партийная работа
В 1944 году вступил в ВКП(б). После демобилизации Яковлев занимал должность старшего преподавателя и начальника кафедры военной и физической подготовки Ярославского педагогического института имени К. Д. Ушинского (ноябрь 1943 года — ноябрь 1944 года). Одновременно он учился в ЯГПИ на историческом факультете. Не окончив институт, он в октябре 1945 года был направлен на учёбу в Высшую партийную школу при ЦК ВКП(б). Тем не менее учёба длилась недолго, и в 1946 году в связи с реорганизацией ВПШ А. Н. Яковлев был направлен в распоряжение Ярославского обкома ВКП(б).
С 1946 года в течение двух лет Яковлев работал инструктором отдела пропаганды и агитации Ярославского обкома ВКП(б), затем — до 1950 года — членом редколлегии областной газеты «Северный рабочий». В 1950 году был утверждён заместителем заведующего отделом пропаганды и агитации Ярославского обкома ВКП(б), а в следующем году — заведующим отделом школ и вузов того же обкома партии. Проявил большое рвение в партийной работе, что определило его карьеру.
В 1953 году Яковлева переводят в Москву. С марта 1953 по 1956 год он работал инструктором ЦК КПСС — в отделе школ; в отделе науки, школ и вузов.
В 1956—1959 годах Яковлев был направлен в Академию общественных наук при ЦК КПСС, где учился в аспирантуре на кафедре международного коммунистического и рабочего движения.
С 1958 по 1959 годы стажировался в Колумбийском университете (США). На стажировке Яковлев был в одной группе с сотрудником КГБ Олегом Калугиным, также обучение проходили Геннадий Бехтерев и Юрий Стожков. Научным руководителем Яковлева в США был Дэвид Трумэн — автор концепции политического плюрализма, один из видных антикоммунистов и политологов.
В 1960 году окончил аспирантуру Академии общественных наук при ЦК КПСС, защитил кандидатскую диссертацию по теме: «Критика Американской буржуазной литературы по вопросу внешней политики США 1953—1957 годов» под руководством академика Е. М. Жукова (официальные оппоненты П. В. Милоградов и Б. Н. Крылов).
С апреля 1960 по 1973 год вновь работал в аппарате ЦК КПСС — поочерёдно инструктором, заведующим сектором, с июля 1965 года — первым заместителем заведующего отделом пропаганды ЦК КПСС (назначение подписал Брежнев), в течение последних четырёх лет исполнял обязанности заведующего этим отделом, где работал под руководством «серого кардинала» Политбюро, секретаря ЦК по идеологии М. А. Суслова, перенимая у него методы аппаратных интриг. «Рассказывал о Суслове Александр Николаевич с затаённым восхищением. И несколько раз подчёркивал, что генерального секретаря Брежнева никто в ЦК не боялся. А Суслова боялись все».
Стоял у истоков организации второй программы Всесоюзного радио — радиостанции «Маяк», которая начала вещание в 1964 году.
После того, как в июне 1965 года в «шелепинской» газете «Комсомольская правда» была напечатана острокритическая статья А. Я. Сахнина «В рейсе и после» — о директоре китобойной флотилии «Слава» Алексее Солянике, затронувшая интересы людей из брежневской элиты (Подгорного, Шелеста, секретаря Одесского обкома партии Синицы и министра рыбной промышленности Ишкова), возглавляемый Яковлевым Отдел пропаганды изучил всю ситуацию с флотилией, привлёк прокуратуру и составил служебную записку: за исключением некоторых мелочей статья правильная. В результате разбирательства в Секретариате ЦК КПСС Соляник был отстранён от должности, но также был снят главный редактор «Комсомольской правды» Юрий Воронов.
В начале 1966 года Яковлев курировал пропагандистское сопровождение процесса Синявского и Даниэля
По свидетельству Грибачёва Яковлев говорил: “Надо вернуть народу имя Сталина!”
Исследователь Николай Митрохин указывает Яковлева в этот период второстепенным членом «шелепинской» группы.

20 июня 1967 года на Пленуме ЦК КПСС Яковлев, по его воспоминаниям, отговаривал «шелепинца» Николая Егорычева от атаки на «брежневцев»: 
В кулуарах, ещё до начала пленума, ко мне подошёл Николай Егорычев — первый секретарь Московского горкома КПСС — и сказал: «Сегодня буду резко говорить о военных, которых опекает Брежнев». Я не советовал Николаю Григорьевичу выступать на эту тему, сказав ему, что аудитория ещё не готова к такому повороту событий.
После поражения «шелепинцев» на июньском пленуме ЦК 1967 года Яковлев находился под очевидным подозрением в должности «исполняющего обязанности» заведующего отделом пропаганды, до своего перемещения на должность посла в Канаду.
С 1966 до 1973 года Яковлев входил в состав редколлегии журнала «Коммунист».
В 1967 году защитил докторскую диссертацию по теме: «Политическая наука США и основные внешнеполитические доктрины американского империализма (критический анализ послевоенной политической литературы по проблемам войны, мира и международных отношений 1945—1966 годов)».
В августе 1968 года был направлен в Прагу, где в качестве представителя ЦК наблюдал за ситуацией во время ввода войск стран-участниц Варшавского договора в Чехословакию. Вернувшись через неделю в Москву, в беседе с Л. И. Брежневым выступил против снятия А. Дубчека.
В конце 1960-х — начале 1970-х годов выступал за развитие в СССР социологии как науки, в частности, поддерживал деятельность Ю. А. Левады, Б. А. Грушина и Т. И. Заславской.
В 1971—1976 годах являлся членом Центральной ревизионной комиссии КПСС.

### Против антиисторизма
В ноябре 1972 года Яковлев опубликовал в «Литературной газете» статью «Против антиисторизма», в которой выступил против русского национализма (в том числе в литературных журналах). Статья обострила противоречия в среде интеллигенции: между «западниками» и «почвенниками».
По мнению Николая Митрохина, выступление Яковлева было вызвано желанием изменить свой статус «исполняющего обязанности» заведующего отделом: Яковлев стремился смыть «шелепинское пятно» в своей биографии, приняв активное участие сначала в искоренении остатков «шелепинцев» в 1970 году, а затем в борьбе с русским национализмом в рамках разворачивающейся антинационалистической кампании 1972 года.
Валентин Чикин так объясняет появление статьи: «Он [Яковлев] долго работал в отделе пропаганды, его никак не утверждали руководителем этого отдела — он был и. о. Его это ужасно раздражало, он искал опору и находил её не то чтобы в диссидентских кругах, скорее в кругах, бравирующих либерализмом».
По мнению же Бориса Межуева:
Яковлев клеймил русских почвенников не как националистов-шовинистов, а как пособников идеологии «разрядки» и «мирного сосуществования», против которой завотделом пропаганды ЦК КПСС, конечно, не мог выступить открыто… Статья Яковлева была последним выкриком протеста ортодоксально-революционного коммунизма против «консервативного разворота» советского интеллектуального класса.
В связи с критикой[ориcc?] со стороны Михаила Шолохова и после соответствующего обсуждения вопроса на Секретариате и в Политбюро ЦК, в 1973 году Яковлев был отстранён от работы в партийном аппарате и направлен послом в Канаду, где пробыл 10 лет.

Как писал А. Черняев
на Секретариате сняли Яковлева с первого зама агитпропа («направить на дипработу»). Предлог — его статья в «Литературке», громившая почвенников и современных славянофилов. И, собственно, даже не сама статья, а тот факт, что она была опубликована «без ведома». (Справка: каждому более или менее аппаратно грамотному человеку ясно, что она не могла быть опубликована «без ведома». Когда она вышла и против нее началась вонь со стороны Голикова и Ко, Яковлев организовал утечку информации — а именно: статья была одобрена и разрешена Демичевым.) Однако, когда Суслов поставил вопрос на ПБ, Демичев заявил, что он статьи вообще не читал. На эту для всех очевидную ложь никто и глазом не моргнул, а выводы были сделаны против Яковлева. Демичеву «подсказали» представить его к отчислению. В вину Яковлеву поставлено главным образом то, что «без ведома» — явная ложь.

Реальной причиной стало нежелание «организовывать в СМИ культ Брежнева»: 
Причина, по словам Гаврилова [помощник Демичева], — в нежелании Яковлева понять, что от него хотели, а хотели от него «концентрации пропаганды на одном лице». Его де пытались «приручать», «обласкивать», а он <...> делал вид, что не понимает. На него жаловался Замятин, что, мол, «зажимает», т. е. не дает развернуть славасловие.

Как сообщает Черняев, к высылке Яковлева был причастен Александр Бовин: 
Бовин, оказывается, был причастен к высылке Яковлева в Канаду. Яковлев как-то сказал Бовину и Арбатову: зачем вы стараетесь на Брежнева, хотите эту серость в культ превратить?! И только вчера Бовин сам признался, что он «довел» [это высказывание] до сведения [Брежнева].

### Посол в Канаде
В годы пребывания в Канаде сдружился с премьер-министром страны Пьером Трюдо, Трюдо называл своих сыновей Мишеля и Александра русскими именами Миша и Саша в знак любви к русской культуре.

В его бытность послом в конце 1970-х годов из Канады за деятельность, несовместимую со статусом дипломата, были высланы 17 сотрудников советского посольства. Как вспоминал сам Яковлев 
На приеме в португальском посольстве, в Оттаве, подошел к нему зам. МИД Канады (выходец из России) и как бы между прочим за стаканом виски сказал: «Почему бы вам мистер Яковлев не заменить 11 ваших работников на 11 дипломатов?» Я, говорит, сразу усёк в чем дело. Резиденту сообщил и доложил «по инстанции» — Громыко. Прошло три месяца — никакой реакции из Москвы. И вот вызывают меня в канадский МИД и кладут досье на 11 человек — все грубо засыпались, крыть нечем. Через 48 часов «чтоб их не было на территории Канады». Досье это опять доложил «по инстанции» — Громыко, а надо было бы, видимо, — в другую контору. Вот мне и припомнили.
После этого глава КГБ Ю. В. Андропов на Политбюро предложил снять Яковлева с должности как не справившегося с обязанностями. Тем не менее, за своего бывшего сотрудника вступился могущественный Суслов, заявивший Андропову: «А товарища Яковлева послом не КГБ назначал». Это вынудило Андропова отступить.

В 1982 году Арбатов просил у Андропова вернуть Яковлева: 
...встречался с Андроповым. Проговорил с ним о желательности отставки Лапина и замены его Сашкой Яковлевым (из Канады). Ю. В. в принципе воспринял, но сказал «пусть еще уляжется» (чего?), ведь он был связан с «комсомольцами» (шелепинцы).
В мае 1983 года член Политбюро ЦК КПСС секретарь ЦК КПСС М. С. Горбачёв посетил Канаду, возобновил знакомство с Яковлевым.
После смерти Суслова его место, а затем место генерального секретаря ЦК КПСС занял Ю. В. Андропов, который отозвал Яковлева в Москву.

### Директор ИМЭМО
В 1982 году умер академик Николай Иноземцев — директор Института мировой экономики и международных отношений. Кандидатура Яковлева была предложена Михаилом Горбачёвым, «который близко познакомился с ним в ходе подготовки своего визита в Канаду 17—24 мая 1983 года». При поддержке тогдашнего генерального секретаря ЦК КПСС Юрия Андропова, Константина Черненко и Андрея Громыко, также при содействии Петра Федосеева, Андрея Александрова и Георгия Арбатова в мае 1983 года был назначен директором ИМЭМО (альтернативным кандидатом был С. М. Меньшиков).
В период руководства Яковлева (1983—1985) институтом была направлена записка в ЦК КПСС о целесообразности создания в СССР предприятий с участием иностранного капитала, а в Госплан СССР — записка о надвигающемся экономическом кризисе и углубляющемся отставании СССР от развитых западных стран.
Станислав Меньшиков вспоминал, что с приходом к власти Андропова «было принято решение о подготовке новой редакции Программы КПСС», по его утверждению, директор ИМЭМО Яковлев «фактически возглавлял группу по подготовке новой программы партии».
В 1984 году Яковлев был избран депутатом Верховного Совета СССР.

### Идеолог Перестройки
Летом 1985 года Яковлев стал заведующим отделом пропаганды ЦК КПСС. В 1986 году был избран членом ЦК КПСС и стал секретарём ЦК, курировавшим совместно с Е. К. Лигачёвым вопросы идеологии, информации и культуры. Выступал за всемерное развитие связей с западными странами, а также со странами Азиатско-Тихоокеанского региона и Ближнего Востока (в частности, и с Израилем).
Помимо своих основных обязанностей Яковлев принимал активное участие в разработке и реализации экономических и политических реформ в СССР, сопровождал Горбачёва в ряде иностранных командировок.
Способствовал публикации в СССР произведений Набокова, Солженицына, Рыбакова, Приставкина, Дудинцева, выходу на экраны около 30 ранее запрещённых фильмов. Инициатор решения Политбюро ЦК КПСС в мае 1988 года об издании на базе издательства «Правда» и журнала «Вопросы философии» ранее запрещённых трудов русских философов.

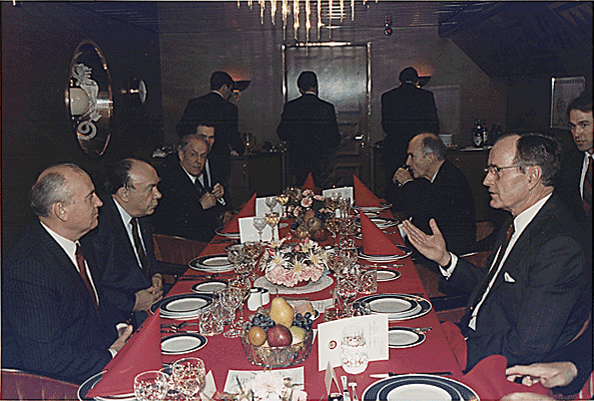
Яковлев, Горбачёв и Джордж Буш на Мальтийской встрече в верхах в декабре 1989 года.

Способствовал восстановлению отношений между Советским государством и Русской православной церковью, возвращению РПЦ Оптиной пустыни, Толгского монастыря, за что был награждён церковным орденом Преподобного Сергия Радонежского.
В 1987 году принимал активное участие в чистке советского генералитета по делу Матиаса Руста, способствовал назначению на пост министра обороны Дмитрия Язова. Рекомендовал назначить председателем КГБ Владимира Крючкова, с которым был близко знаком ещё со времён совместной работы в 1960-х годах в ЦК КПСС. Яковлев был первым из состава Политбюро ЦК КПСС, кто поздравил Крючкова с назначением на пост председателя КГБ СССР.
На XIX Всесоюзной конференции КПСС возглавил комиссию, подготовившую резолюцию «О гласности». В августе 1988 года совершил визит в Латвийскую ССР, где одобрил деятельность местных властей и неформальных организаций. На сентябрьском (1988 г.) Пленуме ЦК КПСС ему было поручено курировать от ЦК КПСС внешнюю политику СССР.
С октября 1988 года — председатель Комиссии Политбюро ЦК по дополнительному изучению материалов, связанных с репрессиями 1930—1940-х и начала 1950-х годов.
В 1989 году был избран народным депутатом СССР. На II съезде народных депутатов СССР в декабре 1989 года Яковлев сделал доклад о последствиях подписания в 1939 году Договора о ненападении между СССР и Германией («пакта Молотова — Риббентропа») и секретных протоколов к нему. Съезд принял резолюцию (после повторного голосования), впервые признававшую наличие секретных протоколов к пакту (оригиналы были найдены только осенью 1992 года) и осудившую их подписание.
С марта 1990 по январь 1991 года — член Президентского совета СССР. На следующий день после назначения на этот пост подал заявление о выходе из состава Политбюро и сложении с себя обязанностей секретаря ЦК. На XXVIII съезде КПСС отказался от выдвижения на пост Генерального секретаря. После роспуска Президентского совета был назначен старшим советником президента СССР. Подал в отставку с этого поста 29 июля 1991 года, разойдясь с Горбачёвым в видении перспектив Союза (Яковлев выступал за конфедерацию). В июле 1991 года создал, вместе с Эдуардом Шеварднадзе, альтернативное КПСС Движение демократических реформ. 15 августа 1991 года был исключён из КПСС (по другим данным, сам вышел из партии 17 августа того же года).
Во время Августовского путча поддержал российское правительство и Б. Н. Ельцина в борьбе против ГКЧП. В конце сентября 1991 года был назначен Государственным советником по особым поручениям и членом Политического консультативного совета при президенте СССР.

### После Перестройки

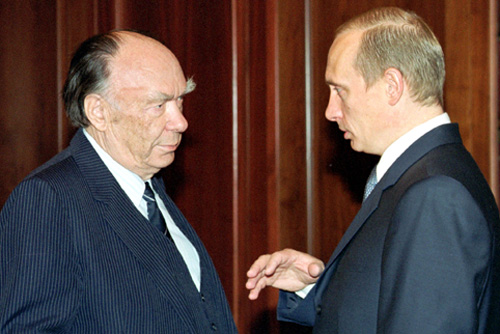
А. Н. Яковлев и В. В. Путин

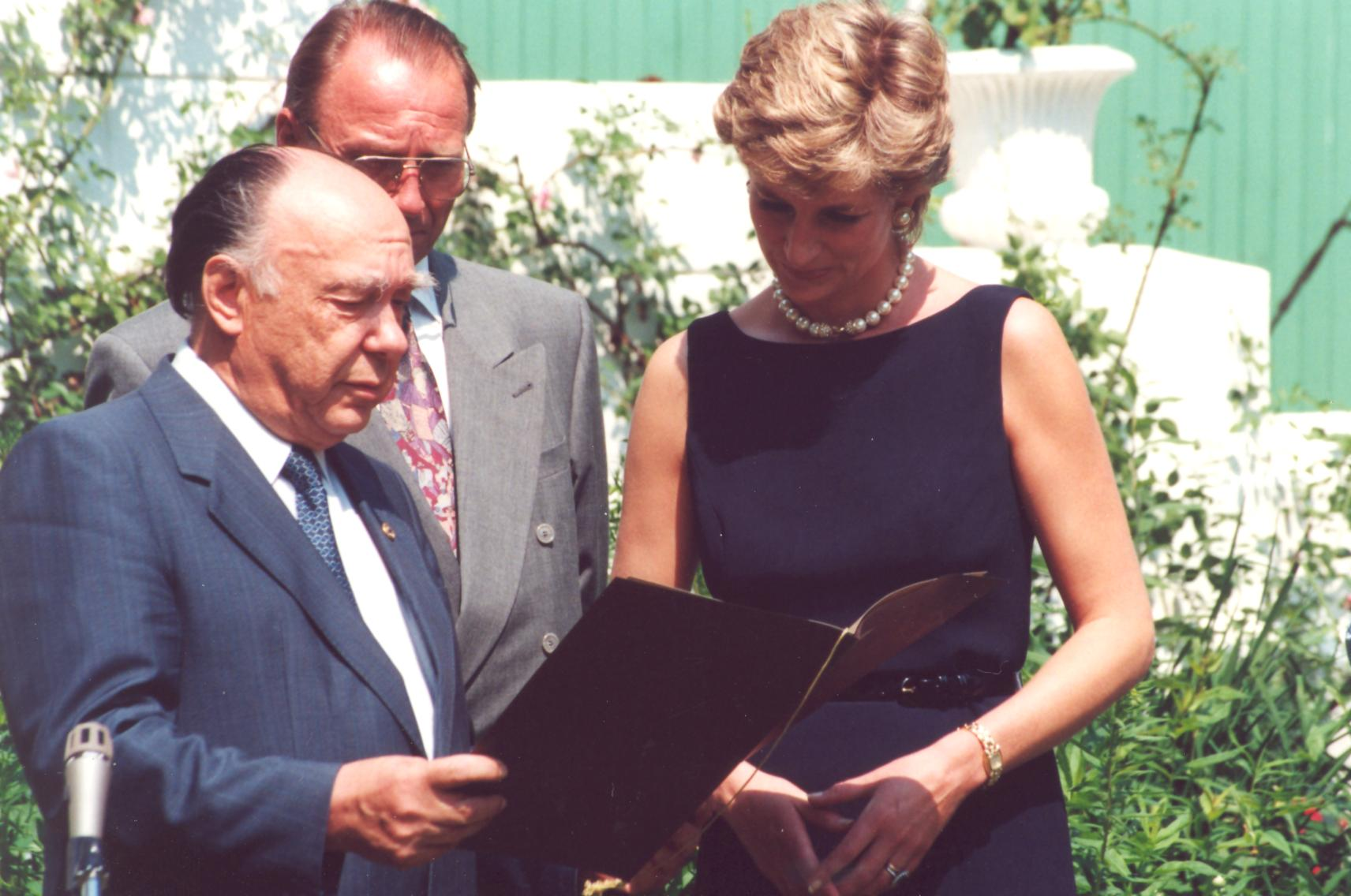
Александр Яковлев вручает принцессе Диане диплом лауреата Международной Леонардо-премии

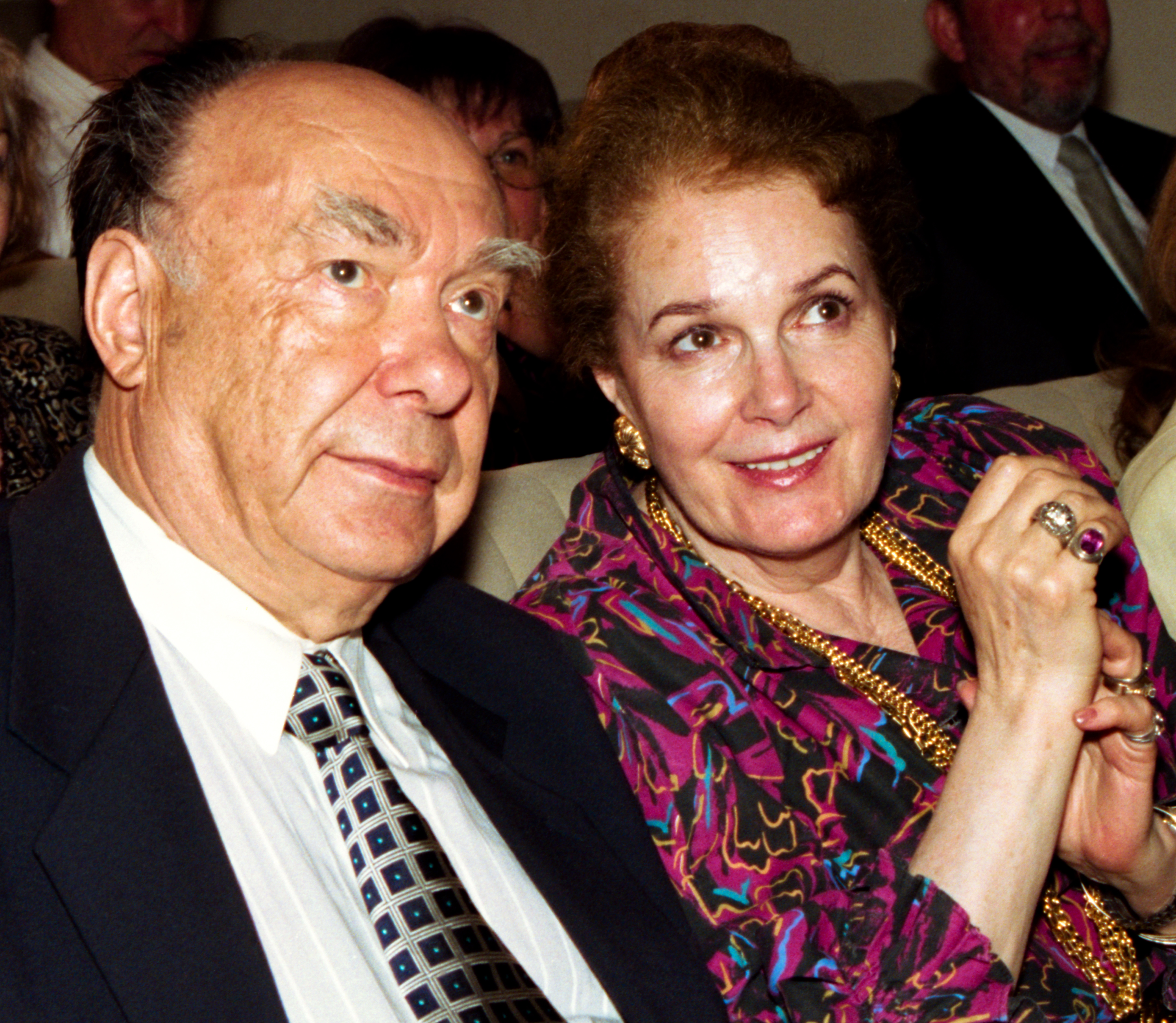
Э. А. Быстрицкая с А. Н. Яковлевым, 1997 год.

После распада СССР с января 1992 года занимал должность вице-президента Горбачёв-Фонда. В конце года назначен председателем Комиссии при президенте Российской Федерации по реабилитации жертв политических репрессий и вёл огромную работу в этом направлении.
В 1993—1995 годах — руководитель Федеральной службы по телевидению и радиовещанию и председатель Российской государственной телерадиокомпании «Останкино»; с 22 сентября 1994 года — член Комиссии по рассекречиванию документов.
С 1995 по 1998 год — председатель Совета директоров ЗАО «Общественное российское телевидение». С 1998 по 2001 год — почётный председатель Совета директоров ОАО «Общественное российское телевидение».
С 1995 года председатель Российской партии социальной демократии. На выборах в Госдуму 1999 года Российская партия социальной демократии стала одним из учредителей избирательного блока «Союз правых сил», в котором Яковлев являлся членом политсовета с октября 1999 года по март 2000 года.
С середины 1990-х годов заинтересовался буддизмом и написал книгу «Постижение», посвящённую данному учению.
В августе 1996 выступил с “Обращением к общественности”, потребовав “возбудить преследование фашистско-большевистской идеологии и ее носителей”
.
Призывал к осуждению большевистского режима, резко выступал против антисемитизма, считая его позорным явлением для России.
Возглавлял Международный фонд «Демократия» (Фонд Александра Н. Яковлева), в котором подготовил к печати тома исторических документов, главным образом о сталинских репрессиях и деятельности ВЧК—ОГПУ—НКВД—КГБ (фонд закрылся в 2018 году из-за отсутствия финансирования), Международный фонд милосердия и здоровья и Леонардо-клуб (Россия).
В январе 2004 года вошёл в состав «Комитета-2008: Свободный выбор». 28 апреля 2005 года вошёл в наблюдательный совет общественной организации «Открытая Россия». 22 февраля 2005 года подписал открытое письмо, в котором призывал международное правозащитное сообщество признать бывшего руководителя и совладельца компании «ЮКОС» политическим заключённым.

### Смерть
Умер 18 октября 2005 года. Гражданская панихида состоялась 21 октября в здании РАН. Похоронен на Троекуровском кладбище в Москве.

## Современные высказывания и взгляды
- 1998 год: «Надо было с ней [системой] как-то кончать. Есть разные пути, например, диссидентство. Но оно бесперспективно. Надо было действовать изнутри. У нас был единственный путь — подорвать тоталитарный режим изнутри при помощи дисциплины тоталитарной партии. Мы своё дело сделали»[58].
- Политические выводы марксизма неприемлемы для складывающейся цивилизации, ищущей путь к смягчению конфликтов и исходных противоречий бытия.
- Монособственность и моновласть — не социализм. К действительному социализму нужно идти через рыночную экономику, налаживая свободное бесцензурное передвижение информационных потоков, создавая нормальную систему обратных связей.
- Нужно, чтобы нами правили не люди, а законы.
- Несмотря на нищих в переходах, на войны на окраинах, на беженцев, на безработицу, на новых русских со всеми их прелестями — сегодня страна лучше, чем 15 лет назад (2005 год)[59].
- Я бы не сказал, что мы проиграли в «холодной войне». Здесь выиграли все, кроме большевиков-коммунистов… Победа в «холодной войне» — это общая победа. Это — прорыв к цивилизованному сообществу государств, — по крайней мере, возможности его в мировом масштабе выстроить[60].
- Я верю, что удушить полностью демократию чиновничий класс пока не в силах, а вот использовать обстановку в целях ползучей реставрации — в состоянии. Мелкими шажочками всё ближе продвигается он к заветной цели — снова превратить человека в пугливого зайца, но зато живущего якобы в великой державе нескончаемого успеха, пронизанной всеобщим патриотизмом за прошлое, настоящее и будущее… И пришло знакомое до судорог простое решение: экономика либеральная, политика авторитарная (2005 год)[61].
- О Горбачёве: Горбачёв мог утопить в словах, грамотно их складывая, любой вопрос. И делал это виртуозно. Но после беседы вспомнить было нечего, а это особенно ценится в международных переговорах. Он умело скрывал за словесной изгородью свои действительные мысли и намерения. До души его добраться невозможно. Мне порой казалось, что он и сам побаивается заглянуть внутрь себя, опасаясь узнать о себе нечто такое, чего и сам ещё не знает или не хочет знать[62].
- Отвечая на обвинения в «антипатриотизме», Яковлев, в частности, говорил в интервью «Новым Известиям» 8 апреля 2004 года под названием «О любви к Родине не надо кричать»: «Патриотизм не требует шума. Это, если хотите, в известной мере интимное дело каждого. Любить свою страну — значит видеть её недостатки и пытаться убедить общество не делать того, чего не надо делать». Сам Яковлев период 1985—1991 определял как общественные преобразования, имевшие целью освобождение общественных сил для нового исторического творчества[63].
- Во вступительной статье к изданию «Чёрной книги коммунизма» на русском языке Яковлев говорил об этом периоде[63]:

После XX съезда в сверхузком кругу своих ближайших друзей и единомышленников мы часто обсуждали проблемы демократизации страны и общества. Избрали простой, как кувалда, метод пропаганды «идей» позднего Ленина. <…> Группа истинных, а не мнимых реформаторов разработали (разумеется, устно) следующий план: авторитетом Ленина ударить по Сталину, по сталинизму. А затем, в случае успеха, Плехановым и социал-демократией бить по Ленину, либерализмом и «нравственным социализмом» — по революционаризму вообще. <…>
Советский тоталитарный режим можно было разрушить только через гласность и тоталитарную дисциплину партии, прикрываясь при этом интересами совершенствования социализма. <…> Оглядываясь назад, могу с гордостью сказать, что хитроумная, но весьма простая тактика — механизмы тоталитаризма против системы тоталитаризма — сработала.

- В 2001 году Яковлев признавался: «На первых порах Перестройки нам пришлось частично лгать, лицемерить, лукавить — другого пути не было. Мы должны были — и в этом специфика перестройки тоталитарного строя — сломать тоталитарную коммунистическую партию»[64].
- В 2003 году Яковлев говорил, что ещё в 1985 году предложил Горбачёву план изменений в стране, однако Горбачёв ответил, что пока «рано». По мнению Яковлева, Горбачёв тогда ещё не думал, что «с советским строем пора кончать»[65]. Яковлев также отмечал, что ему приходилось преодолевать сильное сопротивление части партийного аппарата и

Для пользы дела приходилось и отступать, и лукавить. Я сам грешен — лукавил не раз. Говорил про «обновление социализма», а сам знал, к чему дело идёт.

## Критика и конспирологические теории
В 1987 году Яковлева критиковало Общество «Память»: 
Вечером зашел Яковлев. Принес листовку, которую черносотенцы из «Памяти» распространяют по Москве. Называется: «Остановить Яковлева!», который представлен как глава сионизма-масонства, как главная угроза всем русским святыням. Яковлев чуть ли не со слезами говорил, как ему тяжело. Ведь эта мразь имеет прямую поддержку у Лигачева, Воротникова. Подозревает, что листовка — не без содействия Чебрикова.
7 мая 1991 года в газете «Советская Россия» было опубликовано открытое письмо «Архитектор у развалин» Геннадия Зюганова, адресованное Яковлеву, в котором содержалась резкая критика политики Перестройки.
В 2002 году писатель и журналист Анатолий Салуцкий назвал Яковлева "идеологическим мутантом":
невозможно пройти мимо того многозначительного факта, что сегодняшний Яковлев стал носителем не каких-то принципиально новых идей, что было бы естественно при эволюционном развитии, а именно тех идей, против которых он выступал 30 лет назад. <...>

то, что Александр Яковлев позаимствовал многие перестроечные идеи у тех, кого когда-то критиковал, – мимо этого факта пройти невозможно. И дело не в изменчивости его взглядов – такое бывает, и нередко: кто-то критически переосмыслил прежние воззрения, кто-то прозрел… <...>

непросто отыскать в истории примеры, когда яркий идеолог, объявляя собственные концепции злоучительной болтовней, вместо покаяния и мирного удаления в духовную схиму становился бы воинствующим идейным вдохновителем противоположной системы взглядов. И при этом таким же жестко-нетерпимым, как раньше. <...>

правильнее говорить о некоей скачкообразной идеологической мутации.

### Обвинения в завербованности
Критики приводят различные отрицательные оценки Яковлева, обвинения его в предательстве, умышленном ослаблении и развале советского строя и КПСС.
В феврале 1993 года Яковлев был обвинён экс-председателем КГБ В. А. Крючковым в «несанкционированных контактах» с иностранной разведкой, однако после специального расследования, проведённого Генпрокуратурой и Службой внешней разведки по заявлению самого Яковлева, эти данные не подтвердились. Ещё в период проведения расследования работники прокуратуры неофициально разъясняли, что для того, чтобы подтвердить или опровергнуть слова Крючкова, нужно получить доступ к документам разведки, в том числе информации от зарубежной агентуры, чего разведка допустить не может. Руководитель нелегальной разведки СССР Ю. И. Дроздов не подтверждает и не опровергает, что А. Н. Яковлев был в списке агентов влияния Запада, переданном М. С. Горбачёву руководителем КГБ В. А. Крючковым.
Бывший председатель КГБ СССР Владимир Крючков в своей книге «Личное дело» (1994) писал:

Я ни разу не слышал от Яковлева тёплого слова о Родине, не замечал, чтобы он чем-то гордился, к примеру, нашей победой в Великой Отечественной войне. Меня это особенно поражало, ведь он сам был участником войны, получил тяжёлое ранение. Видимо, стремление разрушать, развенчивать всё и вся брало верх над справедливостью, самыми естественными человеческими чувствами, над элементарной порядочностью по отношению к Родине и собственному народу. ⟨…⟩ И ещё — я никогда не слышал от него ни одного доброго слова о русском народе. Да и само понятие «народ» для него вообще никогда не существовало.

О том, что Яковлев был завербован иностранной разведкой, первым сообщил генерал-лейтенант КГБ Евгений Питовранов, создавший в 1969 году спецрезидентуру КГБ «Фирма», которая работала под эгидой Торгово-промышленной палаты СССР для получения информации через западных бизнесменов, заинтересованных в торговле с СССР, а затем вышла и на контакты с западными политиками. Через информированного американского политика Питовранов получил сведения о том, что посол в Канаде Яковлев сотрудничает с американской разведкой. Представители «Фирмы» проверили эту информацию и сообщили, что у посла появляются новые дорогие вещи, которые тот называет подарками знакомых, а повседневные траты посла значительно превышают не только зарплату, но даже средства, выделявшиеся посольству на представительские расходы. Председатель КГБ Ю. В. Андропов на основании полученных сведений подготовил записку Брежневу. Тем не менее генеральный секретарь, прочитав её, сказал: «Член ЦРК предателем быть не может». Андропов рассказал об этом своему заместителю Виктору Чебрикову после встречи с Брежневым, и в его присутствии порвал эту записку. Утверждал подобное и Дмитрий Тимофеевич Язов.
Бывший первый заместитель Председателя КГБ СССР Филипп Бобков в интервью заявил следующее:

Опоздали с разоблачением Яковлева не мы. Это наш председатель (оказавшийся, между прочим, во главе КГБ благодаря Горбачёву) проявил нерешительность, попытавшись уладить всё кулуарным способом, вместо того чтобы задолго до августа 1991 года обнародовать материалы разведки, предупреждавшие общество о подготовке Соединёнными Штатами развала СССР через группу Яковлева.

## Награды
- Орден «За заслуги перед Отечеством» II степени (2 декабря 1998 года) — за большой личный вклад в становление и развитие демократического правового государства, многолетнюю плодотворную научную и общественную деятельность[75];
- Орден Октябрьской Революции (4 июня 1971 года);
- Орден Красного Знамени (13 сентября 1988 года);
- Орден Отечественной войны I степени (11 марта 1985 года);
- Три ордена Трудового Красного Знамени (4 мая 1962 года; 28 апреля 1967 года; 20 мая 1981 года);
- Орден Дружбы народов (1 декабря 1983 года);
- Орден Красной Звезды (6 ноября 1947 года);
- Орден Преподобного Сергия Радонежского III степени (РПЦ, 1997 год)[76];
- Большой офицерский крест ордена «За заслуги перед Федеративной Республикой Германия»;
- Командор ордена Заслуг перед Республикой Польша (Польша, 3 апреля 2003 года)[77];
- Командор ордена Великого князя Литовского Гядиминаса (Литва, 26 марта 2001 года)[78];
- Командор ордена Трёх звёзд (Латвия);
- Орден Креста земли Марии 2 степени (Эстония, 3 февраля 2003 года);
- Орден Освободителя (Венесуэла);
- а также многими медалями.

### Почётные звания
- С 1984 года член-корреспондент (Отделение экономики, специальность «Мировая экономика и международные отношения») АН СССР.
- С 1990 года действительный член Академии наук СССР по Отделению мировой экономики и международных отношений.
- Почётный доктор Даремского и Эксетерского университетов (Великобритания).
- Почётный доктор университета Сока (Япония).
- Награждён почётной Серебряной медалью Пражского университета.